# Lipik
Lipik er en by i Požega-Slavonia distrikt i det østlige Kroatien. Ud over hovedbyen af samme navn omfatter kommunen femogtyve andre bebyggelser. Den har 5.721 indbyggere (2021), hvoraf 1.967 bor i hovedbyen.
Kurstedet ligger ved foden af Psunj (984 m) og har en termisk kilde. Der er også et statsligt stutteri for lipizzanere her.

## Bebyggelser i kommunen
Følgende byer og bebyggelser ligger i kommunen Lipik (med indbyggertal i parentes, (2011)):
| - Antunovac (363) - Bjelanovac (12) - Brekinska (126) - Brezine (221) - Bujavica (33) - Bukovčani (17) - Dobrovac (358) - Donji Čaglić (266) - Filipovac (373) - Gaj (324) - Gornji Čaglić (19) - Jagma (41) - Japaga (174) | - Klisa (73) - Korita (9) - Kovačevac (29) - Kukunjevac (233) - Lipik (2.258) - Livađani (7) - Marino Selo (312) - Poljana (547) - Ribnjaci (34) - Skenderovci (4) - Strižičevac (18) - Subocka (12) - Šeovica (307) |

## Historie
Lipik var besat af osmanniske styrker sammen med flere andre byer i Slavonien indtil dets befrielse i 1691.
I 1773 blev det varme vand i Lipik beskrevet positivt af en læge fra Varaždin. Det fortsatte med at blive brugt som behandlingsspa i over et århundrede, og i 1872 blev det første hotel åbnet i byen. I 1920 voksede antallet af hoteller til seks. Vandkur-behandling er stadig det største fokus for økonomien for byen.
I slutningen af det 19. og begyndelsen af det 20. århundrede var Lipik en del af Požega distrikt i Kongeriget Kroatien-Slavonien.

## Galleri
- Sygehus
- Medicinsk center og tidligere kurhotel
- Katolsk kirke
- Bypark
- Statue af Ivan Franko i byparken
- Vandpavillon
- Posthus
- Lipizzanerstutteri